# Георг Відмер
Георг Відмер (нім. Georg Widmer) — швейцарський футболіст, що грав на позиції захисника. Виступав за клуби «Гренхен», «Цюрих» і «Янг Фелловз».

## Клубна кар'єра
В 1924—1930 роках грав за клуб «Гренхен». З 1930 по 1934 рік виступав у складі «Цюриха». В чемпіонаті Швейцарії 1932 року клуб Відмера виграв Групу 1 і вийшов до фінального турніру для чотирьох команд. «Цюрих» і «Лозанна» набрали однакому кількість очок і для визначення чемпіона був призначений додатковий матч між цими суперниками, що відбувся 3 липня 1932 року. «Цюрих» поступився з рахунком 2:5 (Відмер забив в свої ворота перший гол у матчі) і залишився срібним призером чемпіонату. Загалом у складі «Цюриха» зіграв 99 матчів, 74 з яких у чемпіонаті, 7 у кубку і 18 в товариських поєдинках.
З 1934 року виступав у складі клубу «Янг Фелловз Цюрих» у вищому дивізіоні чемпіонату Швейцарії. Грав за клуб у найкращому сезоні в його історії 1935-36. «Янг Фелловз» став другим у чемпіонаті, а також виграв Кубок Швейцарії, хоча у вирішальних матчах в півфіналі і фіналі не грав.
Влітку 1936 року брав участь в Кубку Мітропи. Швейцарські клуби вперше отримали запрошення виступити в турнірі, тому розпочинали свій шлях в кваліфікаційному раунді. Четверо представників швейцарського чемпіонату не змогли пройти далі. «Янг Фелловз» зустрічався з угорським клубом «Фебуш» і програв в домашньому матчі з рахунком 0:3. Відмера у тій грі не було, зате він грав у матчі-відповіді в Будапешті, що також завершився для команди великою поразкою — 2:6. В сезоні 1936-37 став у складі «Янг Фелловз» бронзовим призером чемпіонату Швейцарії. Закінчив виступи за команду в сезоні 1938/39.

## Статистика виступів

### Статистика виступів в чемпіонаті
Виступи у вищому дивізіоні чемпіонату Швейцарії.
| Сезон   | Клуб        | Ліга                 | Матчі | Голи |
| ------- | ----------- | -------------------- | ----- | ---- |
| 1930/31 | Цюрих       | Чемпіонат Швейцарії  | 10    | 0    |
| 1931/32 | Цюрих       | Чемпіонат Швейцарії  | 20    | 0    |
| 1932/33 | Цюрих       | Перехідний чемпіонат | 3     | 0    |
| 1932/33 | Цюрих       | Чемпіонат Швейцарії  | 14    | 0    |
| 1933/34 | Цюрих       | Чемпіонат Швейцарії  | 27    | 0    |
| 1934/35 | Янг Фелловз | Чемпіонат Швейцарії  | 22    | 0    |
| 1935/36 | Янг Фелловз | Чемпіонат Швейцарії  | 14    | 0    |
| 1936/37 | Янг Фелловз | Чемпіонат Швейцарії  | 15    | 0    |
| 1937/38 | Янг Фелловз | Чемпіонат Швейцарії  | 17    | 0    |
| 1938/39 | Янг Фелловз | Чемпіонат Швейцарії  | 2     | 1    |
| РАЗОМ   |             |                      | 144   | 1    |

### Статистика виступів у Кубку Мітропи
| №                      | Розіграш               | Стадія                 | Дата та місце проведення | Команда 1              | Рахунок | Команда 2     | Голи |
| ---------------------- | ---------------------- | ---------------------- | ------------------------ | ---------------------- | ------- | ------------- | ---- |
| 1                      | 1936                   | кв. раунд              | 14.06.1936 Будапешт      | «Фебуш»                | 6:2     | «Янг Фелловз» |      |
| Всього в Кубку Мітропи | Всього в Кубку Мітропи | Всього в Кубку Мітропи | Всього в Кубку Мітропи   | Всього в Кубку Мітропи | 1       |               | 0    |

## Титули і досягнення
- Срібний призер чемпіонату Швейцарії (2):

«Цюрих»: 1931–1932
«Янг Фелловз»: 1935–1936
- Бронзовий призер чемпіонату Швейцарії (1):

«Янг Фелловз»: 1936–1937
- Володар Кубка Швейцарії (1):

«Янг Фелловз»: 1935–1936